# Dysoxylum alatum
Dysoxylum alatum är en tvåhjärtbladig växtart som beskrevs av Hermann August Theodor Harms. Dysoxylum alatum ingår i släktet Dysoxylum och familjen Meliaceae. Inga underarter finns listade i Catalogue of Life.